# 佐古一洌
佐古 一洌（さこ かずきよ、1941年〈昭和16年〉8月29日 - 2020年〈令和2年〉4月23日）は、日本の神職。松尾大社名誉宮司、学校法人皇學館理事長。
伊勢神宮出仕・宮掌・権禰宜、松尾大社禰宜・権宮司・宮司を歴任し、神社本庁評議員・参与、府神社庁顧問・副庁長・理事・地方研修所講師・駐在教誨師などを務めた。

## 生涯

### 亡き父の遺言と学歴
昭和16年（1941年）8月29日、白石舜逸・佐古幸嬰夫妻の長男として山口県岩国市に誕生した。昭和19年（1944年）、3歳のとき、父舜逸が病臥すると、外叔父にして父の親友であった佐古利正に「一洌を神道界に、また神宮皇學館に進ませるように」とその教育を託し、同年11月帰幽した。
岩国市の高校を卒業すると國學院大學に進学したが、父の遺言に従い、昭和37年（1962年）に再興された皇學館大学に、昭和38年（1963年）、文学部国史学科2年生として編入した。昭和41年（1966年）3月、再興皇學館大学一期生として卒業。さらに同大大学院に進学し、学部時代から引き続き谷省吾に師事して神宮祀官について研究、昭和44年（1969年）3月、文学研究科国史学専攻を修了した。

### 神宮から松尾大社へ
大学院修了の翌4月から、伊勢神宮出仕として奉職を開始した。昭和52年（1977年）に宮掌、昭和53年（1978年）3月、権禰宜に昇任するが、在学中に講師として皇學館大学に来学していた河田晴夫の誘いを受けて同年4月に松尾大社への奉職を開始、禰宜に就任した。昭和56年（1981年）、同社権宮司に昇任した。
またこの間、平成元年（1989年）12月には神宮評議員に就任した。

### 松尾大社宮司に就任

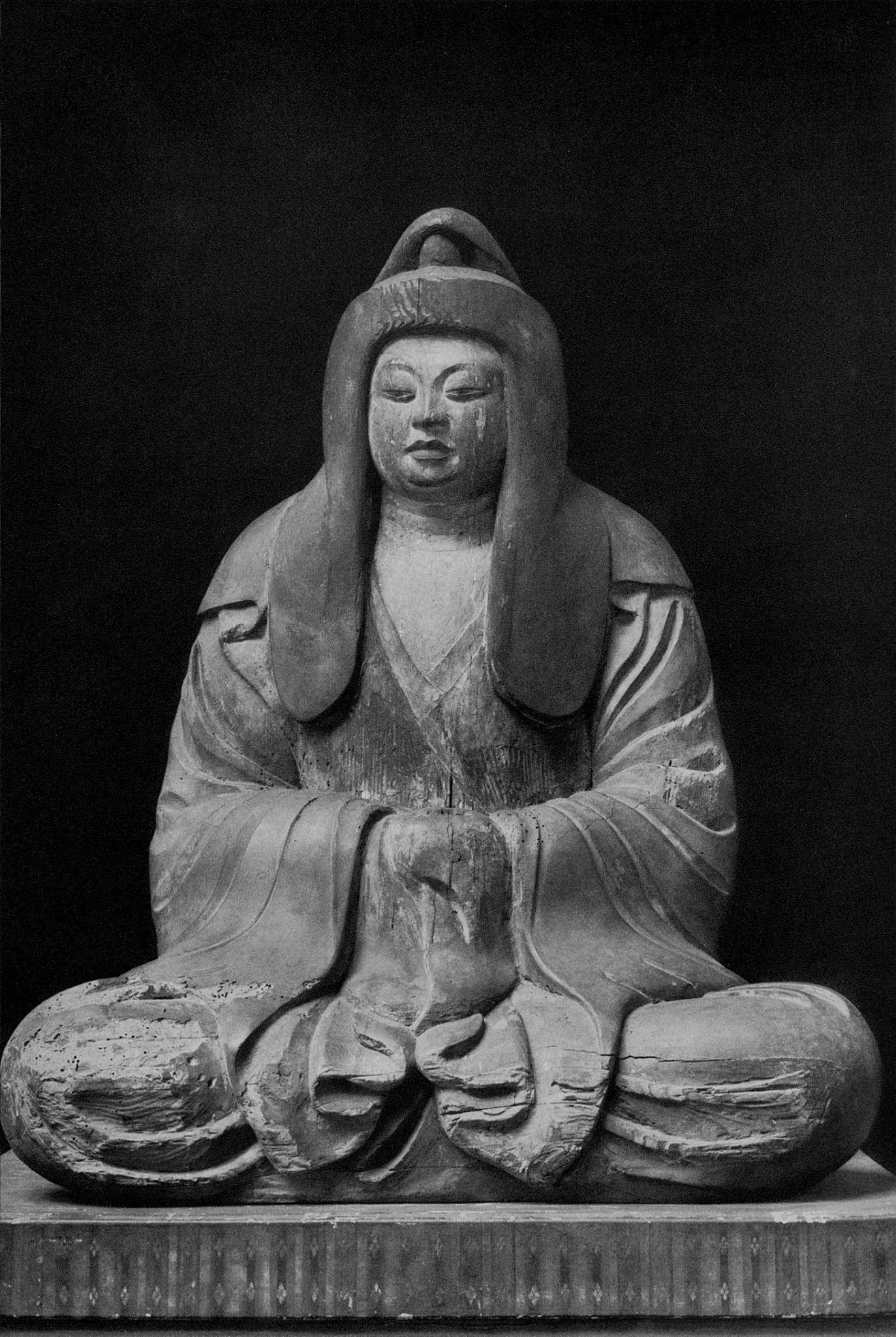
女神坐像（神像）

平成4年（1992年）3月、松尾大社宮司となった。翌月には京都府神社庁副庁長に就任し、平成10年（1998年）には府神社庁駐在教誨師となっている。
在任中、平安京遷都千二百年記念事業として神像館を改修し、京都国立博物館に寄託していた神像を常設化した。平成13年（2001年）には「御鎮座千三百年祭」があり、それに併せて社殿・境内地を整備し、醸造文化顕彰会「醸の会」を設立した。平成16年（2004年）、神職身分特級が授けられた。
この間には、平成9年（1997年）4月より学校法人皇學館評議員に就任し、平成20年（2008年）8月より理事長に就任した。在職中、キャンパスの統合などを行い、平成24年（2012年）の創立130周年・再興50周年記念事業として教育研究棟の増築や教学振興会の再発足などを取り仕切った。
また、母幸嬰が設立した神道講演全国協議会の中心人物となり、平成23年（2011年）7月には同会会長に就任した。
平成25年（2013年）3月、宮司を退任した。

### 名誉宮司就任と晩年
平成25年（2013年）4月、松尾大社名誉宮司となった。
平成28年（2016年）11月4日、伊勢麻振興協会代表理事に就任した。就任直後の11月28日、神事に用いるためとして三重県に対して「大麻」栽培の許可を申請した。このとき一洌は、中国産の麻の劣化の激しさを訴え、神事の伝統再興のため伊勢から品質の良い大麻を生産したい旨を語っている。この申請は翌平成29年（2017年）1月6日に不許可となっているが、1月31日に再申請を行うことを表明した。
令和2年（2020年）3月25日、学校法人皇學館理事長を任期途中で退任。同年4月23日、78歳で帰幽した。喪主は妻勝子が務め、密葬が兵庫県で営まれた。
令和3年（2021年）3月21日、正午より、ホテルグランヴィア京都に於いて「佐古一洌大人命一年祭並びに偲ぶ会」が斎行された。祭典では、学校法人皇學館常務理事で宗像大社前宮司である髙向正秀が斎主を務め、祭詞を奏上した。次いで伊吹文明衆議院議員、小松揮世久神宮大宮司、田中恆清神社本庁総長が追悼の辞を述べた。次に、斎主、遺族代表、小串和夫学校法人皇學館理事長、生嶌經和松尾大社宮司が玉串拝礼を行い、小串理事長・生嶌宮司・長男英崇が挨拶した。同会には450人ほどが出した。

## 著作

### 単著
- 『わが神主道の足跡：佐古一洌遺文集』学校法人皇學館編、神社新報社〈神社新報ブックス〉、2021年。ISBN 978-4-908128-30-1。

### 論文
- 「喜早清在の研究-上-」『神道史研究』第16巻第1号、1968年1月、47-52頁。
- 「喜早清在の研究-下-」『神道史研究』第16巻第2号、1968年3月、34-52頁。

### 寄稿
- 「人生の道しるべ：天と地の恵みに護られる日々」『週刊神社紀行』第21号、学習研究社、2003年4月10日、14頁。
- 「あとがき」『松尾大社』吉崎久著、松尾大社編、学生社、2007年3月5日、212-214頁。ISBN 978-4-311-40726-0。
- 「序」『松尾大社の神影』伊東史朗編、松尾大社、2011年6月30日、3頁。
- 「佐古幸嬰」『戦後神道界の羣像』神社新報社編、神社新報社、2016年7月8日、519-520頁。ISBN 978-4-908128-09-7。

## 系譜
- 父：白石舜逸
- 母：佐古幸嬰
- 妻：佐古勝子[+ 1]
  - 長男：佐古英崇[6]